# 16a etapa del Tour de França de 2013
La 16a etapa del Tour de França de 2013 es disputà el dimarts 16 de juliol de 2013 sobre un recorregut de 168 km entre Vaison (Valclusa) i Gap (Alts Alps).
El vencedor de l'etapa fou el portuguès Rui Alberto Faria da Costa (Movistar Team), en arribar en solitari a Gap, després d'atacar durant l'ascensió al coll de Manse i mantenir les diferències en el perillós descens. Tot i els nombrosos atacs protagonitzats per Alberto Contador, tant en el darrer ascens com en la baixada, finalment no hi hagué grans diferències entre els favorits.

## Recorregut

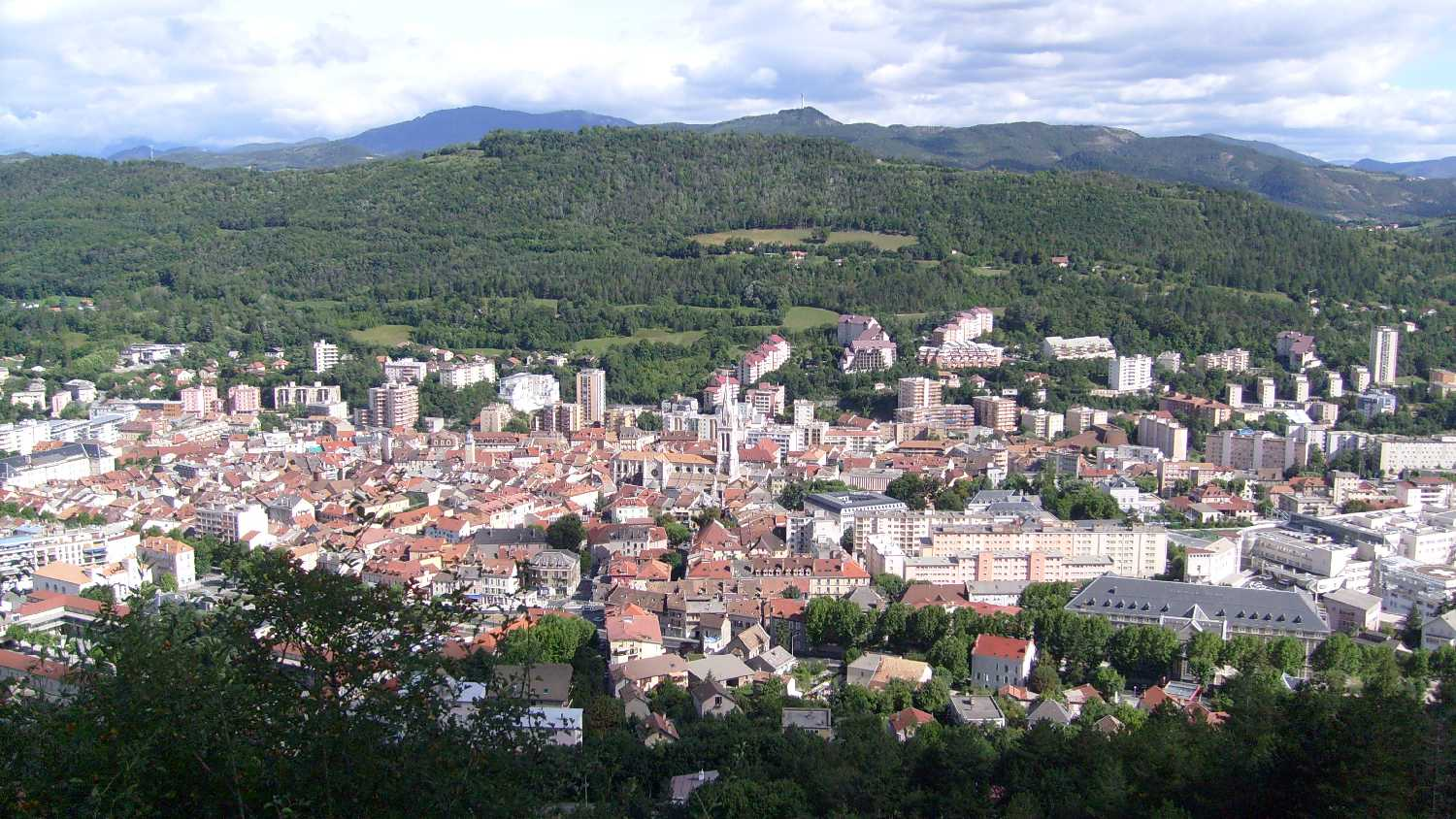
Vista del centre de Gap

Primera etapa després del segon dia de descans, amb una etapa de mitja muntanya de camí cap als Alps a través dels departaments de la Valclusa, Droma i els Alts Alps. Durant el recorregut, els ciclistes han de superar tres dificultats muntanyoses, dues en els primers 50 quilòmetres, una de tercera categoria al km 17 i una de segona al km 48 i una de segona, el coll de Manse, a manca de 12 km. En el perillós descens d'aquest darrer coll és on Josefa Beloki va patir una caiguda que el va dur greument ferit a l'hospital i a Lance Armstrong el va fer sortir corrent camp a través. Entremig dels dos ports de segona hi ha uns primers 40 quilòmetres de suau descens per tot seguit encarar un fals pla de 60 km.

## Desenvolupament de l'etapa
Després de nombrosos intents d'escapada en els primers quilòmetres, finalment es formaria una escapada integrada per 26 corredors a partir del quilòmetre 37. Entre els ciclistes destaca la presència d'Andreas Klöden (RadioShack-Leopard), Thomas Voeckler (Team Europcar), Jérôme Coppel i Daniel Navarro (Cofidis), Philippe Gilbert (BMC Racing Team), Thomas de Gendt (Vacansoleil-DCM), Michael Albasini (Orica-GreenEDGE), Nicolas Roche (Team Saxo-Tinkoff), Mikel Astarloza (Euskaltel–Euskadi) i Rui Alberto Faria da Costa (Movistar Team). La diferència respecte al gran no va parar d'augmentar en tota l'etapa respecte al gran grup, sent de 10'15" al pas per l'esprint de Vèina.
A 35 km de l'arribada es van produir els primers atacs entre els escapats, però va ser en l'ascensió al coll de Manse, de segona categoria, quan es trencà el grup. Coppel va ser l'encarregat de dinamitar el grup, agafant uns metres d'avantatge, però poc després Costa l'agafà i el deixà enrere, per marxar en solitari cap a la victòria a Gap. Al pas pel coll la diferència respecte als immediats perseguidors era de 50", un temps que es mantingué en el ràpid i perillós descens, per guanyar en solitari la seva segona victòria d'etapa al Tour, després de l'aconseguida en la 8a etapa del Tour de França de 2011.
Els favorits es van presentar agrupats a l'inici del coll de Manse, a gran velocitat, encapçalats per un Team Katusha que preparava el terreny pel seu cap de files, el català Joaquim Rodríguez. Alberto Contador (Team Saxo-Tinkoff) va atacar diverses vegades, tant en la pujada com en el descens i fins i tot va patir una caiguda sense conseqüències, igual que el líder, Christopher Froome (Team Sky). Finalment els cinc primers classificats van arribar plegats a la meta, conservant Froome el lideratge.

## Esprints
| Primer  | Thomas de Gendt (BEL)      | 20 pts |
| Segon   | Johnny Hoogerland (NED)    | 17 pts |
| Tercer  | Arnold Jeannesson (FRA)    | 15 pts |
| Quart   | Philippe Gilbert (BEL)     | 13 pts |
| Cinquè  | Cameron Meyer (AUS)        | 11 pts |
| Sisè    | Michael Albasini (SUI)     | 10 pts |
| Setè    | Christophe Riblon (FRA)    | 9 pts  |
| Vuitè   | Blel Kadri (FRA)           | 8 pts  |
| Novè    | Jean-Marc Marino (FRA)     | 7 pts  |
| Desè    | Iuri Trofímov (RUS)        | 6 pts  |
| Onzè    | Peter Velits (SVK)         | 5 pts  |
| Dotzè   | Laurent Didier (LUX)       | 4 pts  |
| Tretzè  | Ramūnas Navardauskas (LTU) | 3 pts  |
| Catorzè | Cyril Gautier (FRA)        | 2 pts  |
| Quinzè  | Andreas Klöden (GER)       | 1 pt   |

| Primer  | Rui Alberto Faria da Costa (FRA) | 30 pts |
| Segon   | Christophe Riblon (FRA)          | 25 pts |
| Tercer  | Arnold Jeannesson (FRA)          | 22 pts |
| Quart   | Jérôme Coppel (FRA)              | 19 pts |
| Cinquè  | Andreas Klöden (GER)             | 17 pts |
| Sisè    | Tom Dumoulin (NED)               | 15 pts |
| Setè    | Mikel Astarloza (ESP)            | 13 pts |
| Vuitè   | Philippe Gilbert (BEL)           | 11 pts |
| Novè    | Cameron Meyer (AUS)              | 9 pts  |
| Desè    | Ramūnas Navardauskas (LTU)       | 7 pts  |
| Onzè    | Peter Velits (SVK)               | 7 pts  |
| Dotzè   | Cyril Gautier (FRA)              | 6 pts  |
| Tretzè  | Iuri Trofímov (RUS)              | 4 pts  |
| Catorzè | Laurent Didier (LUX)             | 3 pts  |
| Quinzè  | Thomas de Gendt (BEL)            | 2 pts  |

## Ports de muntanya
| Primer | Ryder Hesjedal (CAN) | 2 pts |
| Segon  | Laurent Didier (LUX) | 1 pt  |

| Primer | Johnny Hoogerland (NED) | 5 pts |
| Segon  | Laurent Didier (LUX)    | 3 pts |
| Tercer | Jérôme Coppel (FRA)     | 2 pts |
| Quart  | Andreas Klöden (GER)    | 1 pt  |

- 3. Coll de Manse. 1268m. 2a categoria (km 156,5) (9,5 km al 5,2%)

| Primer | Rui Alberto Faria da Costa (POR) | 5 pts |
| Segon  | Jérôme Coppel (FRA)              | 3 pts |
| Tercer | Christophe Riblon (FRA)          | 2 pts |
| Quart  | Arnold Jeannesson (FRA)          | 1 pt  |

## Classificació de l'etapa
|    | Ciclista                         | Equip              | Temps      |
| -- | -------------------------------- | ------------------ | ---------- |
| 1  | Rui Alberto Faria da Costa (POR) | Movistar Team      | 3h 52' 45" |
| 2  | Christophe Riblon (FRA)          | AG2R La Mondiale   | + 42"      |
| 3  | Arnold Jeannesson (FRA)          | FDJ                | + 42"      |
| 4  | Jérôme Coppel (FRA)              | Cofidis            | + 42"      |
| 5  | Andreas Klöden (GER)             | RadioShack-Leopard | + 42"      |
| 6  | Tom Dumoulin (NED)               | Argos-Shimano      | + 1' 00"   |
| 7  | Mikel Astarloza (ESP)            | Euskaltel–Euskadi  | + 1' 01"   |
| 8  | Philippe Gilbert (BEL)           | BMC Racing Team    | + 1' 04"   |
| 9  | Cameron Meyer (AUS)              | Orica-GreenEDGE    | + 1' 04"   |
| 10 | Ramūnas Navardauskas (LTU)       | Garmin-Sharp       | + 1' 04"   |

## Classificació general
|    | Ciclista                     | Equip                   | Temps       |
| -- | ---------------------------- | ----------------------- | ----------- |
| 1  | Chris Froome (GBR)           | Team Sky                | 65h 15' 36" |
| 2  | Bauke Mollema (NED)          | Belkin Pro Cycling Team | + 4' 14"    |
| 3  | Alberto Contador (ESP)       | Team Saxo-Tinkoff       | + 4' 25"    |
| 4  | Roman Kreuziger (CZE)        | Team Saxo-Tinkoff       | + 4' 28"    |
| 5  | Nairo Quintana (COL)         | Movistar Team           | + 5' 47"    |
| 6  | Laurens ten Dam (NED)        | Belkin Pro Cycling Team | + 5' 54"    |
| 7  | Joaquim Rodríguez (CAT)      | Team Katusha            | + 7' 11"    |
| 8  | Jakob Fuglsang (DEN)         | Astana Qazaqstan Team   | + 7' 22"    |
| 9  | Jean-Christophe Péraud (FRA) | AG2R La Mondiale        | + 8' 47"    |
| 10 | Daniel Martin (IRL)          | Garmin-Sharp            | + 9' 28"    |

## Classificacions annexes
|    | Ciclista             | Equip                   | Punts   |
| -- | -------------------- | ----------------------- | ------- |
| 1r | Peter Sagan (SVK)    | Cannondale              | 377 pts |
| 2n | Mark Cavendish (GBR) | Omega Pharma-Quick Step | 278 pts |
| 3r | André Greipel (GER)  | Lotto-Belisol           | 223 pts |

|    | Ciclista             | Equip             | Punts  |
| -- | -------------------- | ----------------- | ------ |
| 1r | Chris Froome (GBR)   | Team Sky          | 83 pts |
| 2n | Nairo Quintana (COL) | Movistar Team     | 66 pts |
| 3r | Mikel Nieve (ESP)    | Euskaltel–Euskadi | 53 pts |

|    | Ciclista                 | Equip                   | Temps       |
| -- | ------------------------ | ----------------------- | ----------- |
| 1r | Nairo Quintana (COL)     | Movistar Team           | 65h 21' 23" |
| 2n | Michał Kwiatkowski (POL) | Omega Pharma-Quick Step | + 3' 50"    |
| 3r | Andrew Talansky (USA)    | Garmin-Sharp            | + 7' 45"    |

|    | Equip              | Temps        |
| -- | ------------------ | ------------ |
| 1r | RadioShack-Leopard | 195h 00' 32" |
| 2n | Team Saxo-Tinkoff  | + 03' 11"    |
| 3r | AG2R La Mondiale   | + 04' 04"    |

## Abandonaments
- Thibaut Pinot (FRA) (FDJ): no surt.[4]
- Danny van Poppel (NED) (Vacansoleil-DCM): no surt.